# Hygrophila polysperma
Hygrophila polysperma är en akantusväxtart som först beskrevs av William Roxburgh, och fick sitt nu gällande namn av John Smith. Hygrophila polysperma ingår i släktet Hygrophila, och familjen akantusväxter. IUCN kategoriserar arten globalt som livskraftig. Inga underarter finns listade i Catalogue of Life.
Hygrophila polysperma används som akvarieväxt och anses vara relativt lättskött. Det finns också en variant med rosanerviga blad.

## Bilder

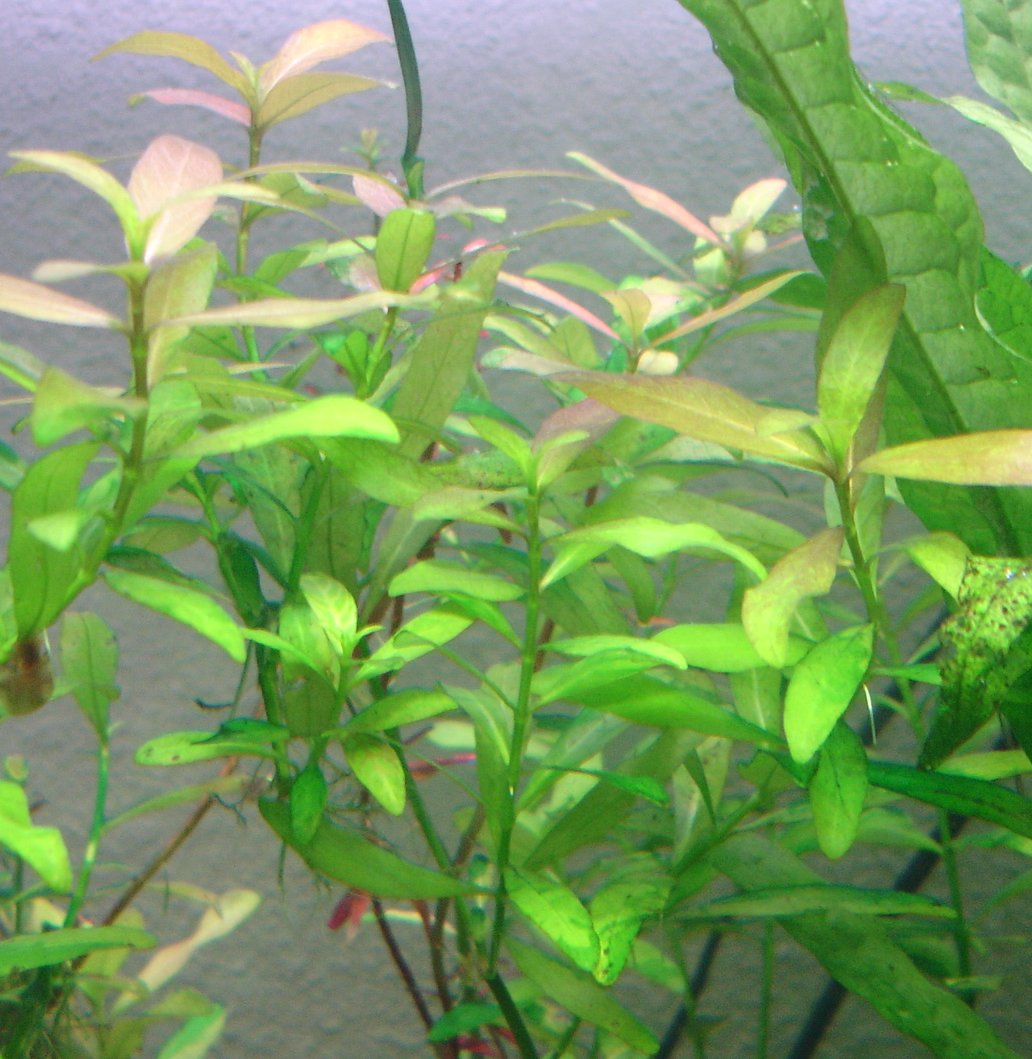
Hygrophila polysperma i ett akvarium.
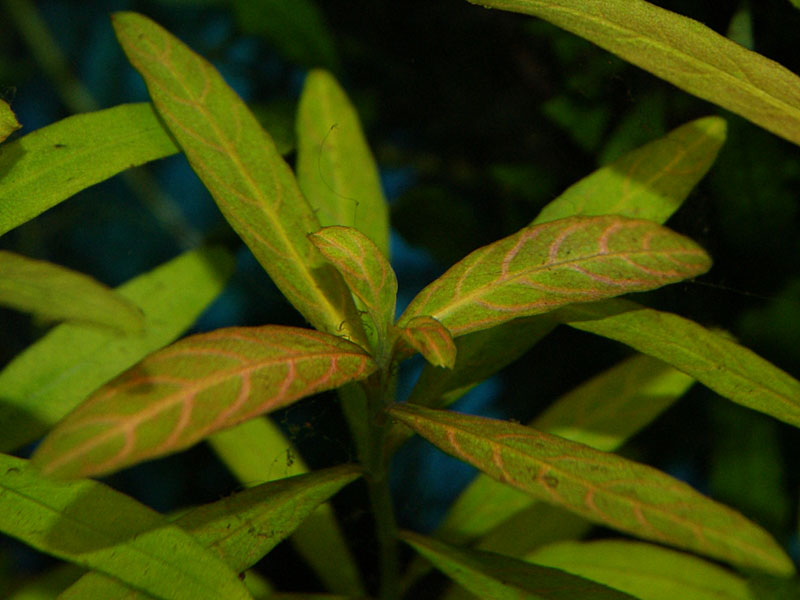
Hygrophila polysperma 'Rosanervig' som rödnat under starkt ljus.
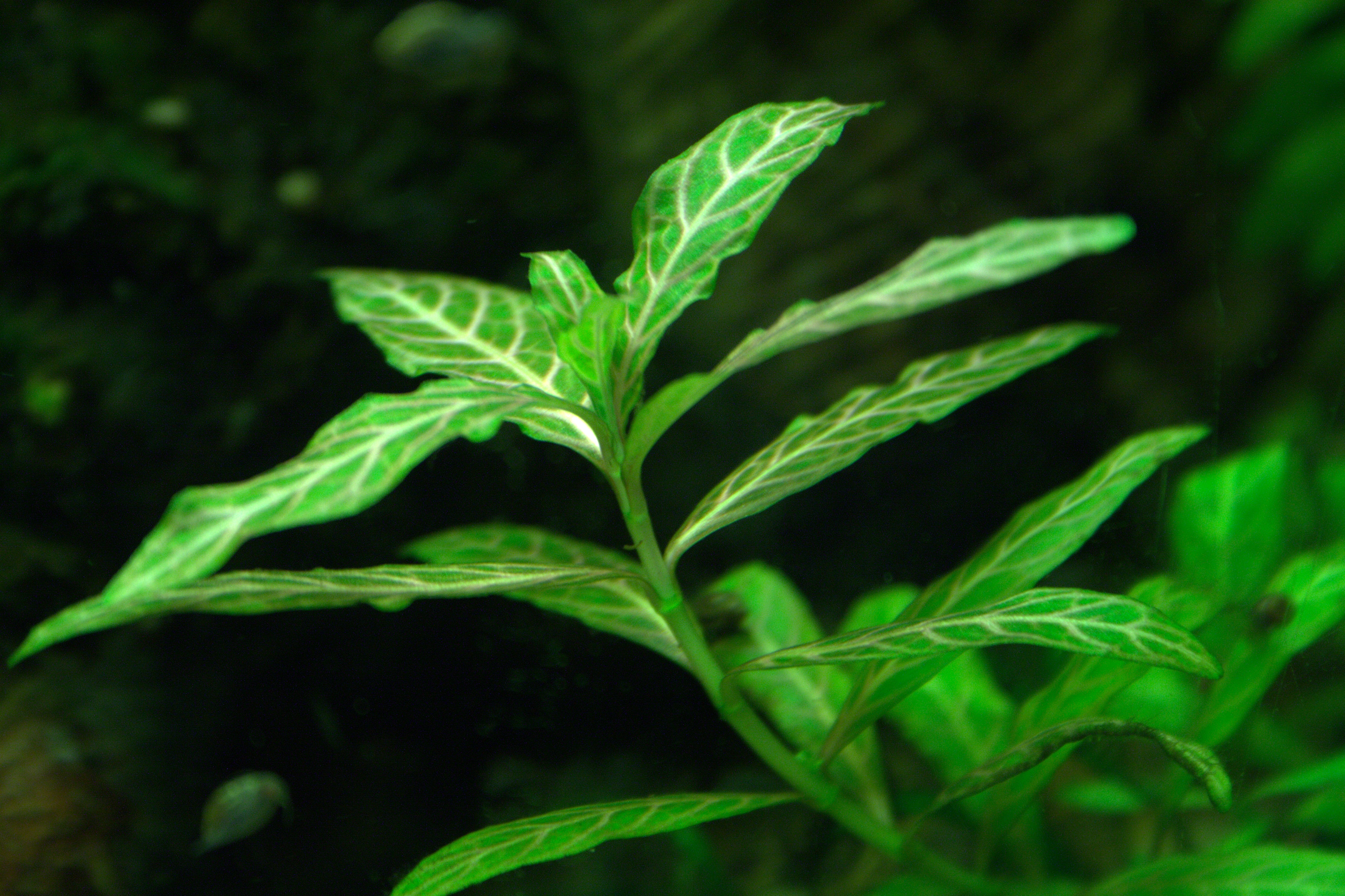
Hygrophila polysperma 'Rosanervig' i svagare ljus.